# Tovéř
Tovéř (in tedesco Towersch) è un comune della Repubblica Ceca facente parte del distretto di Olomouc, nella regione di Olomouc.